# John Leslie (10e comte de Rothes)
Pour les articles homonymes, voir John Leslie.
John Leslie (1698 - 10 décembre 1767) est un officier supérieur de l'armée britannique devenu commandant en chef de l'armée royale irlandaise entre 1758 et 1767.

## Carrière militaire
Il est le fils aîné de John Hamilton-Leslie (9e comte de Rothes) et Jean Hay, fille de John Hay (2e marquis de Tweeddale), et est nommé officier du 9e régiment de dragons en 1715 . En 1717, il passe au Scots Guards.
Il devient commandant du Fusiliers royaux écossais en 1721 et hérite du titre de son père l'année suivante . Il est pair représentant écossais en 1723. En 1732, il prend le commandement du The King's Own Scottish Borderers. Il combat à la bataille de Dettingen en 1743 et, après avoir été transféré aux Horse Grenadier Guards, à la bataille de Rocoux en 1746. En 1751, il passe à l'état-major irlandais et en 1758, il devient Commandant en chef d'Irlande. Sa maison, Leslie House, dans le village de Leslie, est sérieusement endommagée par un incendie en 1763 . Il meurt chez lui en 1767.
En 1747, en vertu de la loi sur les juridictions héréditaires, il vend l'office de shérif de Fife, qui est un droit héréditaire du comté depuis 1540.

## Famille
En 1741, il épouse Hannah Howard, fille de Matthew Cole de Thorpe, Norfolk et son épouse Brittania Cole; ils ont deux fils et deux filles, dont John Leslie, 11e comte de Rothes et Jane Elizabeth Leslie (12e comtesse de Rothes) (en), qui succède à son frère, malgré la revendication de son oncle Andrew . Mary, la plus jeune fille, épouse William Colyear (3e comte de Portmore) .
En 1763, à la suite du décès de sa première femme, il épouse Mary Lloyd, fille de Gresham Lloyd et Mary Holt, qui, après son décès, se remarie avec Thomas Hamilton (7e comte de Haddington), proche parent de Rothes .